# یانوس راهوماگی
یانوس راهوماگی (استونیایی: Jaanus Rahumägi؛ زادهٔ ۵ سپتامبر ۱۹۶۳) کارآفرین، سیاستمدار و نماینده سابق مجلس اهل استونی است.